# Dawn Wildsmith
Dawn M. Wildsmith (* 11. Juni 1963 in Carmel, Kalifornien) ist eine US-amerikanische Schauspielerin.

## Leben
Dawn Wildsmith wurde am 11. Juni 1963 im kalifornischen Carmel als Tochter von Hippies geboren. Ihr Vater besaß eine Kunstgalerie in der Nähe eines Strandes. Erste Schritte in der Öffentlichkeit machte sie als Model, wechselte dann aber ins Schauspiel. In erster Ehe war sie bis 1990 mit dem US-amerikanischen Filmschaffenden Fred Olen Ray verheiratet. Seit dem 9. Dezember 1990 ist sie mit Dan Dremon verheiratet. Die beiden sind Eltern eines gemeinsamen Kindes.
Sie debütierte 1985 in Evils of the Night. Im Folgejahr stellte sie unter anderen im Film Das Geheimnis des Grabmals am Nil die Rolle der Anna Conda und in Gefangene im Weltraum die Rolle der Muffin dar. In den folgenden Jahren konnte sie sich den Ruf einer Scream-Queen erarbeiten. 1987 spielte sie unter anderen in den Filmen Commando Squad, Cyclone und Surf Nazis Must Die mit.
Mitte der 1990er Jahre zog sie sich vom Filmschauspiel zurück um surrealistische Künstlerin zu werden. 2019 kehrte sie für eine kleinere Rolle im Film Lake of Shadows als Schauspielerin zurück.

## Filmografie (Auswahl)
- 1985: Evils of the Night
- 1986: Das Geheimnis des Grabmals am Nil (The Tomb)
- 1986: Die Vergelter (Armed Response)
- 1986: Polly Perverse Strikes Again!
- 1986: Gefangene im Weltraum (Prison Ship/Star Slammer)
- 1987: Die Wiege des Schreckens (It’s Alive III: Island of the Alive)
- 1987: Commando Squad
- 1987: Cyclone
- 1987: Surf Nazis Must Die
- 1987: Evil Spawn
- 1987: The Phantom Empire
- 1988: Mit Motorsägen spaßt man nicht (Hollywood Chainsaw Hookers)
- 1988: Deep Space
- 1988: War Lords – Die Zerstörer der Zukunft (Warlords)
- 1989: Terminal Force
- 1989: B.O.R.N.
- 1989: Beverly Hills Vamp
- 1989: Future Force
- 1989: Nerds of a Feather
- 1990: Alienator – Der Vollstrecker aus dem All (Alienator)
- 1990: Dark Romances Vol. 1
- 1990: Diggin’ Up Business
- 1991: Empire of the Dark
- 1991: Wizards of the Demon Sword
- 1995: Jack-O
- 2019: Lake of Shadows